# 碑文谷
碑文谷（ひもんや）は、東京都目黒区の地名。現行行政地名は碑文谷一丁目から碑文谷六丁目。住居表示実施済区域。

## 地理
地区内には東京都道318号環状七号線（環七通り）および東京都道312号白金台町等々力線（目黒通り）の2つの重要幹線道路があり、両者が交差する柿の木坂陸橋は、重要な交通要所になっている。
公共交通の面では、目黒通りを中心とするバス路線網が充実しており、山手線目黒駅方面への便は非常に良い。最寄りの鉄道駅は東急東横線学芸大学駅・都立大学駅および東急目黒線西小山駅。他に徒歩で利用可能な駅として、東急大井町線・東急目黒線大岡山駅等がある。

### 地価
住宅地の地価は、2025年（令和7年）1月1日の公示地価によれば、碑文谷4-12-14の地点で100万円/m2となっている。

## 歴史
碑文谷は、かつては東京府荏原郡にあった村である。1889年（明治22年）の碑衾村成立、1927年（昭和2年）の町制施行を経て1932年（昭和7年）に東京市目黒区に入りその町名となる。かつてはタケノコの産地として有名であったが、次第に宅地化された。

### 地名の由来
かつての荏原郡碑文谷郷、後の碑文谷村に由来する。応永32年（1425年）に記された『日運記』の中には既に「碑文谷」という地名が著されている。碑文谷の由来には碑文谷八幡宮内稲荷社に保存されている梵字を刻んだ「碑文石」のある谷（里）ないし秘文の谷（里）（｢世田谷城名残常磐記」）が起源とするもの、鎌倉・室町期から檜の加工品「檜物（ひもの）」作りが盛んであったことに由来するなど、諸説ある。

### 住居表示実施前後の町名の変遷
| 実施後       | 実施年月日   | 実施前（各町名ともその一部）                                  |
| ------------ | ------------ | ------------------------------------------------------------- |
| 碑文谷一丁目 | 1966年3月1日 | 碑文谷3、碑文谷1・2、清水町、宮ヶ丘、本郷町、柿ノ木坂、三谷町 |
| 碑文谷二丁目 | 1966年3月1日 | 碑文谷3、碑文谷1・2、清水町、宮ヶ丘、本郷町、柿ノ木坂、三谷町 |
| 碑文谷三丁目 | 1966年3月1日 | 碑文谷3、碑文谷1・2、清水町、宮ヶ丘、本郷町、柿ノ木坂、三谷町 |
| 碑文谷四丁目 | 1966年3月1日 | 碑文谷3、碑文谷1・2、清水町、宮ヶ丘、本郷町、柿ノ木坂、三谷町 |
| 碑文谷五丁目 | 1966年3月1日 | 碑文谷3、碑文谷1・2、清水町、宮ヶ丘、本郷町、柿ノ木坂、三谷町 |
| 碑文谷六丁目 | 1966年3月1日 | 碑文谷3、碑文谷1・2、清水町、宮ヶ丘、本郷町、柿ノ木坂、三谷町 |

## 世帯数と人口
2025年（令和7年）3月1日現在（目黒区発表）の世帯数と人口は以下の通りである。
| 丁目         | 世帯数    | 人口     |
| ------------ | --------- | -------- |
| 碑文谷一丁目 | 1,952世帯 | 4,224人  |
| 碑文谷二丁目 | 1,620世帯 | 3,212人  |
| 碑文谷三丁目 | 1,147世帯 | 2,252人  |
| 碑文谷四丁目 | 1,370世帯 | 2,606人  |
| 碑文谷五丁目 | 2,129世帯 | 3,458人  |
| 碑文谷六丁目 | 1,038世帯 | 1,844人  |
| 計           | 9,256世帯 | 17,596人 |

### 人口の変遷
国勢調査による人口の推移。
| 年                 | 人口   |
| ------------------ | ------ |
| 1995年（平成7年）  | 14,680 |
| 2000年（平成12年） | 15,388 |
| 2005年（平成17年） | 16,456 |
| 2010年（平成22年） | 16,733 |
| 2015年（平成27年） | 17,037 |
| 2020年（令和2年）  | 17,703 |

### 世帯数の変遷
国勢調査による世帯数の推移。
| 年                 | 世帯数 |
| ------------------ | ------ |
| 1995年（平成7年）  | 6,823  |
| 2000年（平成12年） | 7,635  |
| 2005年（平成17年） | 8,116  |
| 2010年（平成22年） | 7,934  |
| 2015年（平成27年） | 8,449  |
| 2020年（令和2年）  | 8,899  |

## 学区
区立小・中学校に通う場合、学区は以下の通りとなる（2025年4月現在）。
| 丁目         | 番地 | 小学校               | 中学校                 |
| ------------ | ---- | -------------------- | ---------------------- |
| 碑文谷一丁目 | 全域 | 目黒区立碑小学校     | 目黒区立目黒南中学校   |
| 碑文谷二丁目 | 全域 | 目黒区立碑小学校     | 目黒区立目黒南中学校   |
| 碑文谷三丁目 | 全域 | 目黒区立大岡山小学校 | 目黒区立目黒西中学校   |
| 碑文谷四丁目 | 全域 | 目黒区立大岡山小学校 | 目黒区立目黒西中学校   |
| 碑文谷五丁目 | 全域 | 目黒区立鷹番小学校   | 目黒区立目黒中央中学校 |
| 碑文谷六丁目 | 全域 | 目黒区立鷹番小学校   | 目黒区立目黒中央中学校 |

## 交通
鉄道
- 東急東横線 学芸大学駅・都立大学駅
  - 学芸大学駅は開業当初「碑文谷駅」と称していたほか、1966年までは学芸大学駅と都立大学駅の間に碑文谷工場が所在していた[15]。
- 東急目黒線 西小山駅

路線バス
目黒駅や都立大学駅を起点とした東急バスの路線網が発達している。特に、碑文谷線（黒01系統）は東急バス全体の中で一番本数が多い。詳しくは以下を参照。
- 東急バス目黒営業所
- 東急バス弦巻営業所
- 東急バス下馬営業所

## 経済

### 事業所
2021年（令和3年）現在の経済センサス調査による事業所数と従業員数は以下の通りである。
| 丁目         | 事業所数  | 従業員数 |
| ------------ | --------- | -------- |
| 碑文谷一丁目 | 111事業所 | 659人    |
| 碑文谷二丁目 | 71事業所  | 735人    |
| 碑文谷三丁目 | 49事業所  | 276人    |
| 碑文谷四丁目 | 114事業所 | 1,684人  |
| 碑文谷五丁目 | 147事業所 | 1,364人  |
| 碑文谷六丁目 | 70事業所  | 534人    |
| 計           | 562事業所 | 5,252人  |

#### 事業者数の変遷
経済センサスによる事業所数の推移。
| 年                 | 事業者数 |
| ------------------ | -------- |
| 2016年（平成28年） | 482      |
| 2021年（令和3年）  | 562      |

#### 従業員数の変遷
経済センサスによる従業員数の推移。
| 年                 | 従業員数 |
| ------------------ | -------- |
| 2016年（平成28年） | 4,060    |
| 2021年（令和3年）  | 5,252    |

### 産業
農業
『日本紳士録』や『人事興信録』によると、碑文谷では安藤、菅田、角田、富岡、宮野姓の人物が農業を営んでいた。
商工業者
『日本紳士録』によると、碑文谷の商工業者は保険代理業の安藤、白米商の角田、貸地業の角田、荒物商・貸金業の角田、荒物商の富岡などがいた。
店舗・企業
- ダイエー碑文谷店→イオンスタイル碑文谷
- プジョー・シトロエン・ジャポン（2017年7月から本社所在地）
- フレンチレストラン comme tu veux コムトゥヴ （令和の虎、TBSうちの県の大事件、出演）
- 目黒鷹番郵便局（碑文谷六丁目）・目黒碑文谷四郵便局・目黒碑文谷二郵便局（日本郵政グループ）

### 地主
『日本紳士録』や『人事興信録』によると、碑文谷の地主は、角田倉、角田長雄、角田元亮、角田光五郎、富岡金蔵、富岡佐七、宮野菊蔵などがいた。

## 地域
| 2丁目 - 田浦俊栄税理士事務所 - 宮川良雄税理士事務所 4丁目 - 税理士岩間崇浩事務所 - 丸山圭子税理士事務所 5丁目 - 税理士奥川透事務所 - 坂本君枝税理士事務所 - 税理士法人 山本総合会計 6丁目 - 才一真也税理士事務所 - 佐々木香美税理士事務所 - 警視庁碑文谷警察署 - 東京消防庁目黒消防署碑文谷出張所 - 目黒星美学園小学校 - 学校法人トキワ松学園（トキワ松学園小学校、トキワ松学園中学校・高等学校） - 区立第八中学校 教員 - 角田錦里 | 医療機関 1丁目 - 愛歯デンタルクリニック - 吉田医院 2丁目 - ひもんや歯科 4丁目 - 碑文谷保健センター - 前田歯科医院 - 芳賀歯科クリニック 5丁目 - フェニックス矯正歯科 6丁目 - 藤田医院 宗教 - カトリック碑文谷教会 - 経王山文殊院圓融寺 - 神宮院（圓融寺末の神宮寺・別当寺。廃寺） - 碑文谷八幡宮 - 法呑山正泉寺（浄土宗） 公園 - すずめのお宿緑地公園 - 碑文谷公園 |

## 出身・ゆかりのある人物

### 政治・経済
- 角田光五郎（地主[25]、碑衾町長[18]、碑衾村長[30]、農業、東京府多額納税者[31]、角田興業代表取締役角田健吉の養父）

### 学術
- 富岡惟中（工学博士、技師）
- 甘利俊一（工学者、神経科学者）

### 医師
- 富岡有象（医学博士、医師）[22]

### 居住者
- 渥美清（俳優）
- いかりや長介（コメディアン、俳優）
- 伊勢谷友介（俳優、映画監督、実業家）
- 沢尻エリカ（俳優）
- 上埜安太郎（衆議院議員）
- 薬師寺克一（目黒区長）

## その他

### 日本郵便
- 郵便番号 : 152-0003[3]（集配局 : 目黒郵便局[32]）。